# Faisal Ibrahim
Faisal Ibrahim (Amán, Jordania; 22 de septiembre de 1976) es un exfutbolista de Jordania que jugaba en la posición de defensa.

## Carrera

### Club
| Periodo   | Club                    |
| --------- | ----------------------- |
| 1993-2010 | Al-Wehdat SC            |
| 1999-2000 | → Al-Shabab FC (cedido) |

### Selección nacional
Jugó para Jordania en 93 ocasiones de 1996 a 2008 y anotó un gol, el cual fue en 2001 en una victoria por 1-0 ante Rumania en un partido amistoso en Goa, India. Participó en la Copa Asiática 2004, en dos ediciones de los Juegos Panarábicos, tres ediciones de la Copa de Naciones Árabe y cuatro ediciones del Campeonato de la WAFF.

## Logros
- Liga Premier de Jordania (8): 1994, 1995, 1996, 1997, 2004–2005, 2006–2007, 2007–2008, 2008–2009
- Copa de Jordania (4): 1996, 1997, 2008–2009, 2009–2010
- Copa FA Shield de Jordania (4): 1996, 1997, 2008–2009, 2009–2010
- Supercopa de Jordania (7): 1997, 1998, 2001, 2005, 2008, 2009, 2010